# Club Atlético Los Andes
Maillots
Dernière mise à jour : 28 septembre 2024.
Le Club Atlético Los Andes est un club argentin de football basé à Lomas de Zamora.